# Eficacia de la ayuda

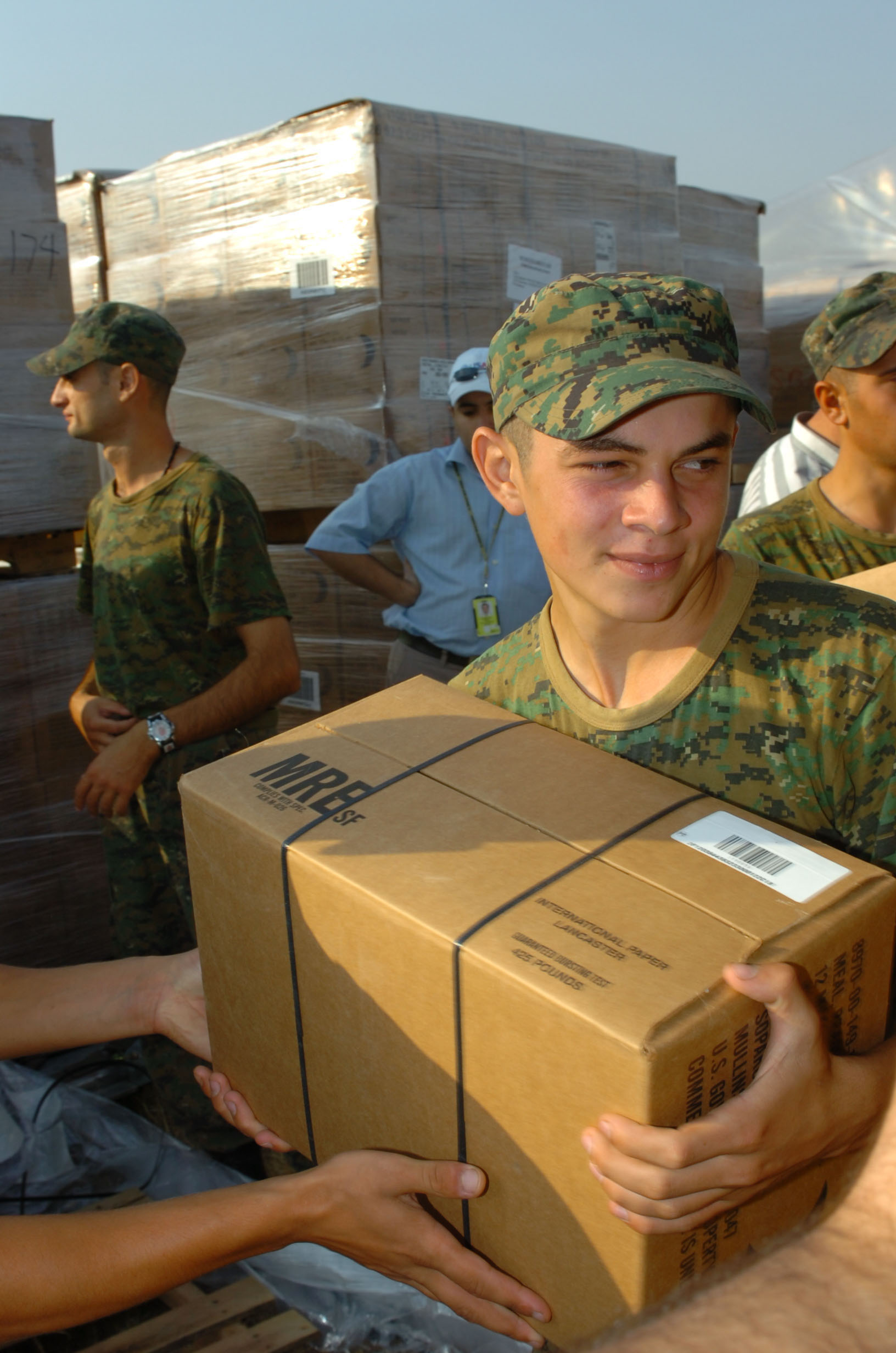
Distribución de ayuda humanitaria en Georgia

La eficacia de la ayuda es la medida de cuánto consigue la cooperación al desarrollo promover el desarrollo humano, el económico u otros objetivos de desarrollo. Las agencias de ayuda siempre están buscando maneras nuevas para mejorar la eficacia de la ayuda al desarrollo, incluyendo condicionalidad (ir proporcionando la ayuda si se van cumpliendo determinadas condiciones), aumento de capacidades (normalmente, de organismos públicos, lo que puede traducirse en formación de los empleados o informática que los capacite para realizar mejor su trabajo) y apoyo a una mejor gobernanza.

## Trasfondo histórico
El sistema internacional de ayuda al desarrollo nació de las ruinas de la Segunda Guerra Mundial, cuando los Estados Unidos utilizaron sus fondos de ayuda para colaborar en la reconstrucción de Europa (Plan Marshall). Este sistema alcanzó su mayoría de edad durante la Guerra Fría  (1960-1980). Durante este período, la ayuda extranjera se utilizaba a menudo para apoyar a Estados cliente en el mundo en desarrollo. Aunque los fondos tenían mejor uso en países bien gobernados, el criterio para asignarlos no era que el país estuviera bien gobernado, sino si era aliado.
Después del fin de la Guerra Fría, la ayuda oficial al desarrollo (AOD) empezó a centrarse más en la reducción de la pobreza y la promoción del desarrollo. Los países más pobres y necesitados se volvieron la prioridad. Una vez acabada la Guerra Fría, los donantes occidentales pudieron aplicar mejor la condicionalidad, porque ya no tenían intereses geopolíticos en los países receptores. Esto permitió a los donantes condicionar la ayuda a que los gobiernos receptores hicieran cambios económicos, así como cambios democráticos. En este entorno empezó tomar forma, a finales de la década que comenzó en 1991, el movimiento para una ayuda internacional eficaz. Los gobiernos donantes y las agencias de desarrollo empezaron a darse cuenta de que sus múltiples planteamientos y requisitos imponían costes enormes a los países receptores, haciendo la ayuda menos eficaz. Los donantes empezaron a colaborar entre ellos, y con países en desarrollo, para armonizar su trabajo y mejorar su efecto.
El movimiento para la eficacia de la ayuda tomó fuerza en 2002 en la Conferencia internacional sobre financiación al desarrollo celebrada en Monterrey, México, la cual estableció el Consenso de Monterrey. Allí, la comunidad internacional acordó aumentar su financiación para el desarrollo —pero reconoció que no bastaba con más dinero. Tanto los donantes como los receptores querían asegurarse de que la ayuda sería empleada del modo más eficaz posible, para que los países pobres consiguieran así los Objetivos de Desarrollo del Milenio, el conjunto de objetivos acordados por 192 países en 2000, entre los cuales se encontraba reducir a la mitad la pobreza mundial para 2015. Evolucionaba de esta forma un nuevo paradigma de ayuda como asociación bidireccional entre donante y receptor, en vez de una vía de sentido único.
En 2003, funcionarios y representantes de donantes y receptores se reunieron en Roma para el Foro de alto nivel sobre armonización. En esta reunión, auspiciada por la Organización para la Cooperación y el Desarrollo Económicos (OCDE), las agencias de ayuda se comprometieron a trabajar con los países en desarrollo para coordinar y alinear mejor sus actividades a nivel nacional. Acordaron dar cuenta de los progresos concretos antes de reunirse nuevamente en París a comienzos de 2005.
En París, países de todo el mundo firmaron la Declaración de París sobre la eficacia de la ayuda, un intento más amplio, basado en el principio de asociación, de cambiar el la manera en que colaboran donantes y receptores. Tres años después, en 2008, el Tercer foro de alto nivel, celebrado en Acra, Ghana, dio cuentas de los progresos y se basó en la Declaración de París para acelerar los cambios. Los principios acordados en las declaraciones no son siempre practicados por los donantes y organismos multilaterales. En el caso de Camboya, dos expertos han dictaminado un comportamiento incorrecto de los donantes.
Los esfuerzos para mejorar la eficacia de la ayuda han ganado un impulso significativo en el sector de la salud, debido en gran parte al trabajo de la Alianza Internacional por la Salud (en 2018 denominada con el acrónimo CSU2030, cobertura sanitaria universal para 2030, y anteriormente con las siglas inglesas IHP+). Creada en 2007, CSU2030 es un grupo de socios comprometidos con la mejora de la salud de los ciudadanos en los países en desarrollo. Estos socios colaboran con el fin de poner en práctica principios internacionales para la eficacia de la ayuda. CSU2030 moviliza a gobiernos nacionales, agencias de desarrollo, sociedad civil y otros para apoyar una única estrategia nacional bien coordinada.
Las críticas a los efectos de la ayuda se han vuelto más atronadoras a medida que las campañas mundiales para aumentarla han cobrado fuerza, particularmente desde 2000. Hay quienes argumentan que la ayuda nunca es eficaz. La mayoría de cooperantes están de acuerdo en que la ayuda no siempre ha funcionado a su máximo potencial, pero sí ha conseguido efectos significativos cuando ha sido adecudamente dirigida y gestionada, particularmente en áreas como salud y educación básica. Existe un amplio acuerdo en que la ayuda es solo un factor en el complejo proceso que necesitan los países pobres para desarrollarse, y en que el crecimiento económico y la buena gobernanza son prerrequisitos.
Para maximizar la eficacia de la ayuda, las donaciones deben dirigirse a áreas como industrias locales, franquicias, o centros de beneficio (grandes unidades, dentro de una empresa, cuyos ingresos y costes se computan como si se tratara de empresas independientes) en países en desarrollo. Estas acciones pueden sostener el gasto sanitario y resultar en crecimiento a largo plazo.
La OCDE ha explorado —a través revisiones por pares y otros trabajos del Comité de Ayuda al Desarrollo (CAD)— las razones por las que la ayuda ha funcionado o no. Esto ha resultado en un conjunto de buenas prácticas y principios que pueden aplicarse mundialmente para una mejor cooperación al desarrollo. El objetivo final de los esfuerzos actuales por una ayuda eficaz es ayudar a los países en desarrollo a construir sistemas y estructuras locales que funcionen, de modo que sean capaces de gestionar su propio desarrollo y reducir su dependencia de esta ayuda. En otras palabras: cuanto mejor es la ayuda, menos ayuda se necesita.

### Declaración de París sobre la eficacia de la ayuda, febrero de 2005
En febrero de 2005, la comunidad internacional se reunió en el Foro de París sobre la eficacia de la ayuda, acogido por el gobierno francés y organizado por la OCDE. El papel de la ayuda en el fomento del desarrollo había llamado la atención de la opinión pública durante la preparación de la Cumbre del G8 en Gleneagles, Escocia, y estaban en marcha campañas mundiales como Hagamos que la pobreza pase a la historia.
Aunque se había hecho algún progreso en armonizar el trabajo de los donantes, se reconoció que quedaba mucho por hacer. La ayuda todavía estaba demasiado dirigida por las prioridades de los donantes y demasiado administrada por ellos, dificultando que los destinatarios tomaran el control. La ayuda todavía era demasiado descoordinada, imprevisible y poco transparente. Se consideraba esencial una reforma más profunda si se quería que la ayuda demostrara su auténtico potencial para luchar contra la pobreza.
En la reunión de París, más de 100 firmantes —gobiernos donantes y receptores,  agencias multilaterales, bancos regionales de desarrollo y las agencias internacionales— aprobaron la Declaración de París sobre la eficacia de la ayuda. Esta declaración fue mucho más lejos que acuerdos anteriores; representó un consenso más amplio entre la comunidad internacional sobre cómo hacer más eficaz la ayuda. Se nucleaba en torno al compromiso para ayudar a los gobiernos de países en desarrollo a formular y aplicar sus propios planes de desarrollo nacionales, según sus propias prioridades nacionales, utilizando, a ser posible, sus propios sistemas de planificación y aplicación.
La Declaración de París contiene 56 compromisos de asociación destinados a mejorar la eficacia de la ayuda. Fija 12 indicadores para proporcionar una forma —medible y basada en la evidencia— de seguir los avances, y establece que en 2010 once de estos indicadores deberán alcanzar unas cifras determinadas. Algunos sistemas de gestión de información sobre la ayuda, como la Base de datos de ayuda al desarrollo, se basan en los principios de la Declaración de París para seguir la eficacia de la ayuda y la actuación de los donantes.
Esta declaración se centra en 5 principios que se refuerzan mutuamente:
1. Apropiación: los países en desarrollo tienen que dirigir sus propias políticas y estrategias de desarrollo, y gestionar sobre el terreno su propio trabajo de desarrollo. Esto es esencial si la ayuda es para contribuir verdaderamente a un desarrollo sostenible. Los donantes tienen que apoyar a los países en desarrollo en el aumento de su capacidad para ejercitar esta clase de liderazgo, a través de fortalecer el conocimiento, las instituciones y las administraciones locales. El objetivo establecido por la declaración es que en 2010 tres cuartas partes de los países en desarrollo tengan sus propias estrategias nacionales de desarrollo.
2. Alineamiento: los donantes tienen que alinear firmemente su ayuda con las prioridades perfiladas en esas estrategias nacionales de desarrollo. A ser posible tienen que utilizar procedimientos e instituciones locales para gestionar su ayuda gestora, de modo que se construyan estructuras sostenibles. En París, los donantes se comprometieron a utilizar más los procedimientos de los receptores para administración de las finanzas públicas, contabilidad, auditoría, aprovisionamiento y seguimiento. Donde estos sistemas no son bastante fuertes para gestionar eficazmente la ayuda, los donantes prometieron contribuir a fortalecerlos. Prometieron también mejorar la previsibilidad de la ayuda, reducir a la mitad la cantidad de ayuda que no es desembolsada en el año para el que está planificada, y continuar desligando su ayuda de cualquier obligación gastarla en bienes o servicios del donante.
3. Armonización: los donantes tienen que coordinar mejor su trabajo de desarrollo con el fin de evitar duplicidades y altos costes de transacción para los países pobres. En la Declaración de París se comprometieron a coordinarse mejor a nivel nacional para aliviar la carga de los receptores, por ejemplo reduciendo el alto número de misiones de campo duplicadas. Acordaron el objetivo de, en 2010, proporcionar 2/3 de toda su ayuda a través de los llamados “planteamientos programáticos”. Esto significa la ayuda es acumulada para apoyar una determinada estrategia de un receptor —como un plan sanitario nacional— en vez de fragmentada en múltiples proyectos individuales.
4. Gestión por resultados: todas las partes en la relación de ayuda tienen que centrarse en el resultado, la diferencia tangible que produce en las vidas de las personas pobres. Tienen que desarrollar mejores sistemas y herramientas para medir este impacto. El objetivo fijado por la declaración es, para 2010, reducir en 1/3 la proporción de países en desarrollo sin marcos sólidos para medir el impacto de ayuda.
5. Mutua rendición de cuentas: donantes y receptores deben rendirse cuentas mutuamente sobre el uso de la ayuda, y a sus ciudadanos y parlamentos sobre su impacto. El objetivo fijado por la declaración es, para 2010, que todos los países deben tener procedimientos en marcha para informar públicamente sobre sus resultados de desarrollo.

Una primera ronda de seguimiento de estos 12 indicadores se llevó a cabo en 2006, basada en las actividades emprendidas en 2005 en 34 países. A principios de 2008 se organizó una segunda encuesta en la que 54 países en desarrollo evaluaron su progreso hacia los objetivos fijados. Esta encuesta de 2008 cubre más de la mitad de toda la ayuda oficial al desarrollo (AOD) entregada en 2007 —casi 45 millardos de $. La evidencia hasta ahora sugiere que se ha avanzado.
Por ejemplo, más de un tercio de los países en desarrollo encuestados había mejorado sus sistemas para la gestión de fondos públicos; casi el 90 % de donantes habían desligado su ayuda; y la cooperación técnica está más alineada con los propios programas de desarrollo de los receptores. Pese a estas mejoras la encuesta muestra que se avanza demasiado lentamente para alcanzar en 2010 los objetivos fijados. En particular, pese a que muchos receptores han hecho esfuerzos significativos para fortalecer sus sistemas nacionales (por ejemplo la gestión de fondos públicos), en muchos casos los donantes todavía rehúyen utilizarlos.
La previsibilidad de los flujos de ayuda también sigue baja (con solo 1/3 de la ayuda desembolsada según lo planificado, cuando el objetivo era 1/2), dificultando —o imposibilitando— que los receptores cumplan su programación. En resumen, aunque se ha hecho algún progreso,  todavía quedan muchas áreas donde deben acelerarse los cambios si quieren alcanzarse los objetivos de 2010. Además de los datos de la encuesta, una manera útil de calibrar el rendimiento de donantes y receptores es examinar sus autoevaluaciones y la revisión por pares que realiza el Comité de Ayuda al Desarrollo.
En algunos círculos la Declaración de París casi es sinónimo de  eficacia de la ayuda; se espera que la ayuda será eficaz y conseguirá resultados de desarrollo cuando la ayuda oficial cumpla los principios fijados. Sin embargo, continúa habiendo críticas y visiones alternativas, particularmente de ONG para el desarrollo. La aplicación de la declaración necesita mejorarse significativamente, según los resultados de la citada encuesta de 2008. Los objetivos concretos establecidos para 2010 (como una mayor proporción de ayuda desligada, el establecimiento de mutua rendición de cuentas, o la entrega de 2/3 de la ayuda dentro de planteamientos programáticos) pueden ser difíciles de alcanzar. ONG independientes, como Eurodad, también publican sus propias evaluaciones, que muestran que no se está aplicando la declaración según lo previsto. El Instituto de Desarrollo de Ultramar ha especificado que se necesita un mejor seguimiento de la relación entre los 5 principios citados y los resultados sectoriales de desarrollo.

### Tercer foro de alto nivel sobre eficacia de la ayuda, Acra, septiembre de 2008
Este foro (HLF-3 por sus siglas en inglés) se celebró en Acra, Ghana del 2 al 4 de septiembre de 2008. Su objetivo era para basarse en el trabajo de las 2 reuniones anteriores, en Roma y París, para valorar los avances y acelerar el ritmo de cambio.
Asistieron altos enviados de más de 100 países, así como representantes de instituciones multilaterales de ayuda como la Comisión Europea (EuropeAid), el Banco Mundial, las Naciones Unidas (ONU), fundaciones privadas y organizaciones de la sociedad civil. Fue la primera de las 3 grandes conferencias sobre ayuda de 2008, todas destinadas a acelerar el progreso hacia los Objetivos de Desarrollo del Milenio (ODM). El HLF-3 fue seguido por la cumbre de las Naciones Unidas sobre los ODM en Nueva York el 25 de septiembre y la Conferencia internacional de seguimiento de la financiación para el desarrollo en Doha, Catar, del 29 de noviembre al 2 de diciembre.
El foro de Acra tuvo lugar en un paisaje de ayuda internacional que cambiaba rápidamente. Donantes como China e India se vuelven más importantes y hay más programas o fondos mundiales para problemas concretos, como el Fondo Mundial para la Lucha contra el Sida, la Tuberculosis y la Malaria. Fuentes de financiación privada, como la Fundación Bill y Melinda Gates, ganan importancia, y algunos grupos de la sociedad civil son cada vez más activos. Los nuevos actores traen consigo sustanciales recursos y conocimientos, pero hacen más complejo para los receptores el gestionar la ayuda. El HLF-3 anima a que todos los actores constituyan amplias asociaciones para la ayuda, basadas en los 5 principios citados.
Este foro se diferenció de sus predecesores por el papel más activo que desempeñaron los receptores en las preparaciones y la agenda. Unos 80 países en desarrollo participaron en los acontecimientos preparatorios regionales, cuando en la citada encuesta de 2008 habían participado 54. La sociedad civil se implica cada vez más en las discusiones sobre la eficacia de la ayuda: más de 300 grupos de la sociedad civil de todo el mundo, incluidos algunos apegados al terreno (grassroot), participaron en las consultas previas a la reunión de Acra.
Se reconoce ampliamente que los nuevos problemas mundiales, como el encarecimiento de alimentos y combustibles, o el calentamiento mundial, añaden urgencia a los esfuerzos para ayudar tan eficazmente como sea posible. En los primeros 2 días del HLF-3, había una serie de 9 mesas redondas sobre los asuntos clave de eficacia de la ayuda, desde la apropiación hasta la gestión en situaciones de conflicto y fragilidad. En el tercer día del foro, los ministros aprobaron la Agenda de Acra para la acción (AAA). Esta declaración ministerial ha sido desarrollada con soporte de un grupo de consenso multinacional que trabaja bajo los auspicios del Grupo de trabajo para la eficacia de la ayuda, de la OCDE.
La atención se centra en acelerar el progreso hacia los compromisos perfilados en la Declaración de París a base de comprometer a los firmantes a fijarse en áreas clave. Utilizando los datos de las últimas evaluaciones (2006 y 2008) y las detalladas aportaciones de países en desarrollo, la AAA identifica tres áreas principales donde el progreso hacia la reforma todavía es demasiado lento.
1. Apropiación. La AAA dice que los gobiernos de países en desarrollo todavía necesitan liderar con mayor fuerza sus propias políticas de desarrollo y comprometerse más con sus parlamentos y ciudadanos en formularlas. Los donantes deben comprometerse a apoyarlos respetando las prioridades de los países prioridades, invirtiendo en sus recursos humanos e instituciones, utilizando más sus sistemas para entregar la ayuda, y aumentando la previsibilidad de los flujos.
2. Construcción de asociaciones más eficaces e inclusivas. La AAA anima a incorporar las contribuciones de todos los actores en asociaciones más inclusivas. El objetivo es que todos los proveedores de ayuda utilicen los mismos principios y procedimientos, de modo que todos sus esfuerzos sean coherentes y tengan mayor impacto en reducir la pobreza.
3. Consecución de resultados de desarrollo y rendición pública de sus cuentas. La AAA dice que la demostración del impacto debe colocarse de verdad en el centro de los esfuerzos para hacer más eficaz la ayuda. Se insiste mucho a los países en desarrollo para que mejoren sus sistemas estadísticos nacionales y así puedan evaluar con mayor exactitud el impacto de la ayuda. Más que nunca, los ciudadanos y los contribuyentes de todos los países esperan ver resultados tangibles de los esfuerzos de desarrollo. En la AAA los países en desarrollo se comprometen a hacer públicos sus ingresos, gastos, presupuestos, aprovisionamientos y auditorías. Los donantes se comprometen a publicar regularmente información sobre sus flujos de ayuda.

La AAA establece una lista de compromisos para sus firmantes, que se suman a los ya acordados en la Declaración de París. Pide al Grupo de trabajo para la eficacia de la ayuda, de la OCDE, que  continúe haciendo el seguimiento del progreso en la aplicación de esta declaración y la AAA, y que informe al Cuarto foro de alto nivel sobre eficacia de la ayuda en diciembre de 2011. Muchos donantes y receptores deberán efectuar grandes cambios si quieren cumplir los objetivos de la AAA. El hecho de que los ministros han suscrito estos cambios en Acra hace del AAA un documento político —más que una prescripción tecnocrática— para moverse de lo de siempre a una nueva manera de trabajar juntos.

### Cuarto foro de alto nivel sobre eficacia de la ayuda en Busan, noviembre de 2011
Se celebró en Busan, Corea del Sur del 29 de noviembre al 1 de diciembre de 2011. Reunió a representantes políticos, organizativos, de la sociedad civil y del sector privado, tanto de países donantes como receptores.
Este foro intentó valorar el progreso en los objetivos de mejora de la calidad de la ayuda, y compartir experiencias de consecución de resultados óptimos. El foro acordó un documento para seguir mejorando la eficacia de la ayuda y la consecución a través de ella de los Objetivos de Desarrollo del Milenio.
Corea del Sur se jugaba mucho en este foro. Es uno de los pocos países que se ha transformado de receptor a donante. El hecho de que se celebrara allí el encuentro permitió a Corea del Sur compartir su propia experiencia de desarrollo, que ha atraído a una considerable cantidad de investigadores desde 2008. Desde Busan, numerosos comentaristas independientes, como el Centro Europeo para la Gestión de la Política de Desarrollo, han señalado que queda mucho por hacer para trasladar los compromisos a la acción.
En el foro se decidió pasar el testigo a la Asociación Mundial para una Eficaz Cooperación al Desarrollo a finales de junio de 2012. Talaat Abdel-Malek, que presidió el Grupo de trabajo de la OCDE sobre eficacia de la ayuda, explicó en la revista Desarrollo y cooperación la estructura de esta plataforma.

### Asociación Mundial para una Eficaz Cooperación al Desarrollo (de 2011 a la actualidad)
Esta plataforma, GPEDC por sus siglas en inglés, se creó en 2011 en el mencionado foro de Busan. Reúne gobiernos, organizaciones bilaterales y multilaterales, de la sociedad civil, representantes parlamentarios y el sector privado de 161 países. Sus socios se comprometen a reforzar la eficacia de la cooperación al desarrollo para que logre el máximo impacto. 
La GPDEC proporciona apoyo, guía e intercambio de conocimientos para impulsar el desarrollo centrado en las prioridades nacionales, y para asegurar un alto grado de coherencia y colaboración entre todos los actores. Ofrece un mecanismo mundial para asegurarse que la cooperación se basa en los principios de Busan de apropiación, resultados, inclusividad, transparencia y rendición de cuentas, y así obtener resultados tangibles en la agenda posterior a 2015. Como un foro voluntario y multisectorial, la GPDEC desempeña un papel en apoyar la consecución de los Objetivos de Desarrollo Sostenible. Como dice el Secretario General de la ONU en su informe resumen de 2015, la GPDEC puede «ayudar a revisar y reforzar la alianza mundial para un desarrollo sostenible».
La GPDEC también efectúa el seguimiento de la consecución de los compromisos de Busan para una cooperación al desarrollo más eficaz, a través de su marco de seguimiento Archivado el 21 de marzo de 2018 en Wayback Machine., que consiste en 10 indicadores, con la mayoría de los objetivos establecidos para 2015. Estos indicadores se centran en reforzar las instituciones de los receptores, aumentar la transparencia y previsibilidad de la cooperación al desarrollo, fomentar la igualdad de género, así como apoyar que los parlamentos, la sociedad civil y el sector privado se involucren más en el desarrollo.
Los resultados del informe de seguimiento de 2016 revelan un progreso notable en el camino hacia los objetivos acordados en Busan en 2011, especialmente en lo de centrarse en resultados para lograr mayor impacto nacional, en fundar asociaciones más eficaces entre gobiernos, sociedad civil y sector privado, en mejorar la transparencia al hacer pública más información sobre cooperación que nunca, y en impulsar que los sistemas presupuestarios nacionales recojan mejor los flujos de ayuda y las asignaciones para igualdad de género.  En cambio este seguimiento también revela la necesidad general de adaptarse a un entorno cambiante, así como áreas específicas donde se requieren esfuerzos concertados para fomentar asociaciones de desarrollo y superar los cuellos de botella existentes, como el uso de los propios sistemas nacionales para suministrar la ayuda y seguir su impacto, y hacer más eficaces los esfuerzos para mejorar las instituciones nacionales. Las estructuras nacionales de compromiso y rendición de cuentas también necesitan volverse más inclusivas y transparentes para facilitar la acción conjunta y un diálogo fructífero.

### El trabajo de la Alianza Internacional por la Salud (de 2007 a la actualidad)
Esta alianza es un grupo de gobiernos, actores de desarrollo, sociedad civil y otros comprometidos a mejorar la salud de los ciudadanos de los países en desarrollo. La iniciativa se lanzó en septiembre de 2007, consiguiendo que 27 firmantes suscribieran el Pacto Mundial de Naciones Unidas
 para alcanzar los objetivos del milenio en salud. En mayo de 2012 lo han suscrito 56 firmantes. La Alianza Internacional por la Salud es administrada conjuntamente por la Organización Mundial de la Salud y el Banco Mundial.
Mejorar la salud y los servicios sanitarios es una tarea compleja en cualquier país. Supone coordinación entre gobiernos, sanitarios, sociedad civil, parlamentarios y otros actores. En los países en desarrollo donde la financiación del sistema sanitario proviene de los hogares y fuentes externas, los gobiernos deben trabajar con un conjunto de socios internacionales para el desarrollo, cuyo número está creciendo, cuya financiación sigue diferentes caminos y cuyas demandas burocráticas son diversas. Como resultado pueden fragmentarse esfuerzos y desperdiciarse recursos.
La alianza pone en práctica, en el sector sanitario, los principios de la Declaración de París, la Agenda de Acra y la asociación de Busan, reuniendo apoyos para una única estrategia sanitaria nacional, un único marco de evaluación y seguimiento, y un mayor énfasis en la mutua rendición de cuentas. La alianza busca también aumentar la confianza entre todos los actores cuyas actividades afectan a la salud.

## Por qué la eficacia importa
El Grupo de trabajo de la OCDE sobre la eficacia de la ayuda reconoce que a principios del siglo XXI está claro que promover un desarrollo amplio y sostenible no consiste solo en qué cantidad de  ayuda se da, sino también en cómo se da.
La ayuda ha aumentado significativamente durante la década que comenzó en 2011, pero al mismo tiempo cada vez se ha fragmentado más. Ha Habido una explosión en el número de donantes, y mientras el número de proyectos se ha multiplicado, su tamaño promedio ha caído. Los proyectos pequeños, que son a menudo limitados en tamaño, alcance y duración, aportan pocos beneficios duraderos más allá del efecto inmediato. Con más actores, la ayuda se ha vuelto menos previsible, menos transparente y más volátil.
La información, tanto la que poseen los donantes como la de los receptores, es a menudo escasa, incompleta y difícil de comparar. Son inhabituales las evaluaciones formales de proyectos y la retroalimentación por parte del beneficiario (que cuente si la ayuda le ha servido). La ayuda es previsible cuando los países socios pueden estar seguros del montante y el plazo de los desembolsos futuros. Si no es previsible, eso tiene un coste: La pérdida irrecuperable de eficiencia asociada con la volatilidad ha variado en promedio del 10 al 20 % de la ayuda programable de un país en desarrollo de la Unión Europea en años anteriores a 2008.
Durante la década que comenzó en 2001, el entorno de la ayuda ha cambiado drásticamente. Economías emergentes (China, India, Corea del Sur, Turquía, Brasil, Sudáfrica, etc.), algunas de las cuales todavía están recibiendo ayuda de países occidentales, se han vuelto a su vez donantes. Multinacionales, filántropos, ONG internacionales y la sociedad civil también han devenido actores importantes. Sin embargo, aunque el aumento de actores tuvo el efecto positivo de aportar mayor variedad de financiación, saber hacer y habilidades a la comunidad de desarrollo, al mismo tiempo ha sacudido el sistema existente. Esto es particularmente cierto en el caso de las economías emergentes, pues no se sienten obligadas a cumplir las normas tradicionales de los donantes. Generalmente reclaman condicionalidad a cambio de asistencia, lo cual significa ligar la ayuda al aprovisionamiento de bienes y servicios. Con ello desafían los estándares tradicionales de la ayuda al desarrollo .
La gobernanza de la ayuda se presenta como compleja, burocratizada y fragmentada, con evidentes sobrecostes de números y coordinación, los cuales han significado un aumento en costes de transacción. Esto es cierto para los países receptores, forzados a desatender sus obligaciones nacionales para soportar peticiones de los donantes y reuniones con ellos (teniendo además en cuenta su carencia de capacidad y la precedencia que dan los receptores a las demandas de los donantes), pero también para los donantes y, finalmente, para los beneficiarios últimos. De hecho, cada proyecto tiene costes fijos de diseño, negociación y aplicación, los cuales reducen los dólares disponibles para los beneficiarios finales.
Pese a que la comunidad internacional abordó la eficacia de la ayuda a través de la Declaración de París y la subsiguiente Agenda de Acra para la Acción, la aplicación de esta agenda ha sido difícil. Se comprometieron los líderes de gobiernos y agencias de ayuda, pero de momento han hecho poco más que perseguir, de arriba abajo, objetivos de conjunto. Las décadas de desarrollo han mostrado que para volverse menos dependientes de la ayuda, los países deben seguir un enfoque de abajo a arriba, en el que determinan sus propias prioridades y confían en sus propios sistemas para distribuir esta ayuda. Existe un amplio consenso en que la ayuda podría ser gestionada más eficazmente si atendiera a la calidad de los programas y a la rendición de cuentas.
Con más de 2,32 billones (europeos) de dólares norteamericanos gastados en ayuda al desarrollo de 1951 a 2000, sin efectos equivalentes en la reducción de la pobreza y el conflicto, y nuevas crisis, como la hambruna en el cuerno de África, esta atención a la calidad y las cuentas se vuelve particularmente necesaria. El informe Eficacia de la ayuda 2005-2010: progresos en la aplicación de la Declaración de París del Comité de Ayuda al Desarrollo de la OCDE, (publicado el 21 de septiembre de 2011) muestra claramente que solo se alcanzó uno de los 13 objetivos fijados para 2010.
El Cuarto foro de alto nivel sobre la eficacia de la ayuda celebrado en Busan, Corea del Sur, del 29 de noviembre al 1 de diciembre de 2011, llegó en un momento de indefinición para la cooperación internacional. Se esperaba que este foro hiciera recomendaciones para un futuro marco de calidad de la ayuda, al menos para el periodo hasta la cita de 2015 para los Objetivos de Desarrollo del Milenio.

## Evidencia sobre la eficacia de la ayuda

### Paradoja micro-macro
Los importantes hallazgos de Paul Mosley y otros concluyen que es imposible establecer cualquier correlación significativa entre ayuda y índice de crecimiento del PIB en países en desarrollo. Una razón para esto es la fungibilidad (normalmente se trata de dinero, el cual puede ser empleado igual en favorecer el desarrollo que en otras cosas) y el desvío de la ayuda a gasto improductivo en el sector público.
Sin embargo, a nivel microeconómico, todas las agencias de ayuda informan regularmente del éxito de la mayoría de sus proyectos y programas. Este contraste es conocido como la paradoja micro-macro.
El resultado de Mosley fue posteriormente confirmado por Peter Boone, quien argumentó que la ayuda es ineficaz porque tiende a financiar el consumo más que la inversión. Boone también refrendó la paradoja micro-macro.
Un problema para evaluar la eficacia de la ayuda es que no toda la ayuda pretende generar crecimiento económico. Alguna ayuda tiene propósitos exclusivamente humanitarios; otra sencillamente puede ir dirigida a mejorar el nivel de vida de los habitantes de países en desarrollo.
La paradoja micro-macro también ha sido atribuida a prácticas de valoración inadecuadas. Por ejemplo, las técnicas convencionales de valoración a menudo sobrevaloran las entradas y salidas sin tener suficientemente en cuenta los impactos sociales. Las desventajas de prácticas de valoración más difundidas alimentan una tendencia internacional hacia métodos más rigurosos de evaluación del impacto de la ayuda.

## Determinantes de la eficacia de la ayuda
Un problema de los estudios sobre la ayuda es que hay una carencia de diferenciación entre los diferentes tipos de ayuda. Algunos tipos de ayuda, como la ayuda a corto plazo, no afectan al crecimiento económico, mientras otros tipos, utilizados para infraestructuras e inversiones, resultarán en un crecimiento económico positivo.
Los diversos análisis de la relación ayuda-crecimiento apuntan a que la ayuda es eficaz en una amplia variedad de circunstancias y que la falta de linealidad en el efecto de la ayuda reduce lo significativo de dicha relación. Sin embargo, la relación entre ayuda y retornos muestra retornos decrecientes, posiblemente debido a la capacidad de absorción y otras restricciones. Asimismo los países con especiales dificultades geográficas (por ejemplo los que no tienen litoral) mostrarían una menor eficacia de la ayuda que otros países de su área geográfica sin esas dificultades.
Por tanto, el reto de la asignación de la ayuda es identificar y eliminar las restricciones institucionales y políticas que reducen el efecto de la ayuda sobre el crecimiento. Para ello debe desarrollarse un marco de diagnóstico ‘crecimiento y desarrollo' que ayude a encontrar estas restricciones. Stefan Schmitz cree que el deber de informar, la acción orientada a resultados y la evaluación continua del rendimiento son esenciales para que la ayuda sea eficaz. Ahora bien, la voluntad política debe conseguir que esto ocurra.
El importe anual de la ayuda se ha cuadruplicado de 1990 a 2015,[cita requerida] con la mayoría proviniendo todavía de donantes oficiales, y emergiendo gigantes como China e India. Además, el dinero se está gastando de diferentes maneras, por ejemplo en programas mundiales para combatir problemas concretos, como el control de la malaria o el sarampión. El Instituto de Desarrollo de Ultramar pide que se redirija la forma en que se proporciona la ayuda a través de:
- Un rediseño de la arquitectura de la ayuda
- Una mejora de su eficacia
- Una reforma de la gestión de las finanzas públicas
- Un fortalecimiento sectorial y local de la asignación de recursos y su uso; y
- Una mejora de los procesos nacionales de formulación de políticas y planificación.[45]

### Investigación sobre la Agenda de Acra y la Declaración de París
Una investigación del Instituto de Desarrollo de Ultramar, basada en entrevistas personales con políticos y funcionarios sénior de Etiopía, Sierra Leona y Zambia, sugiere que los indicadores de la Agenda de Acra y la Declaración de París están definidos demasiado estrechamente y carecen de profundidad. Se destacan los principios de "previsibilidad" y "transparencia" como faltos de profundidad, y que no se da suficiente énfasis a subdimensiones importantes, por ejemplo la adaptación a contextos locales. Las entrevistas revelaron que los gobiernos receptores entendían como "previsibilidad" que los donantes entregaran la financiación dentro de los trimestres planificados, pero la  Declaración de París funciona con perspectiva anual y no hace ninguna distinción entre el primer trimestre y el cuarto. Se mencionaban también las diferencias entre promesas y compromisos reales, la necesidad de acelerar el proceso de aprobación y la necesidad de fijar a la ayuda condiciones explícitas y factibles, para impedir que se retengan fondos cuando no se cumplen plenamente condiciones menores. Se daba también gran importancia a la transparencia en las razones de las decisiones de los donantes. La necesidad de ser "franco" sobre por qué se desembolsaba menos dinero que el comprometido, por qué no se daba retroalimentación al gobierno receptor, y por qué un porcentaje dado de fondos era asignado a ciertas actividades como asistencia técnica. La conclusión de estas entrevistas y otros estudios es que repetidamente, las 3 cuestiones más importantes para los receptores son:
- profundidad del compromiso de los donantes con el desarrollo,
- respuesta a las circunstancias de cada país, y
- apoyo a las políticas desarrolladas por los receptores.

Los donantes que los entrevistados destacaron como particularmente atentos a estas cuestiones fueron el Banco Africano de Desarrollo (BAfD) y el Banco Mundial, seguido por el Programa de las Naciones Unidas para el Desarrollo (PNUD) y el Banco Asiático de Desarrollo (BAsD).

### Ayuda ligada
La ayuda ligada se define como ayuda para pagar proyectos en el país receptor contratados con empresas del país donante. El donante solo da el dinero si el receptor compra con él bienes o servicios a compañías del país donante. La ayuda ligada aumenta el coste de la asistencia y tiende a hacer que los donantes se centren más en la mejora de sus exportaciones que en las necesidades de los receptores. Hay muchas formas de diseñar la ayuda para perseguir los objetivos comerciales de los donantes. Una de ellas es insistir en los productos del país donante.
Otros argumentan que ligar la ayuda es de sentido común; es un uso estratégico de la ayuda para promover las exportaciones del donante. Incluso se afirma que la ayuda ligada —bien diseñada y eficazmente dirigida— no compromete necesariamente la calidad ni la eficacia de la ayuda. Sin embargo este argumento solo se sostendría en el caso de la ayuda programática, donde está ligada a unos proyectos o políticas concretos y donde hay poco o ningún interés comercial. No obstante debe resaltarse que el interés comercial y la eficacia de la ayuda son cosas diferentes, y que sería difícil perseguir el interés comercial sin comprometer la eficacia de la ayuda. Por tanto la idea de maximizar el desarrollo debería separarse de la idea de perseguir el interés comercial. La ayuda ligada mejora las exportaciones de los donantes y proporciona actividad a empresas y trabajadores del país receptor. Permite también que firmas del país donante adquieran experiencia internacional.

### Transparencia
La Declaración de París encarna un nuevo y amplio consenso sobre qué debe hacerse para lograr mejores resultados en el desarrollo. Sus principios abren caminos específicos, que también puedenr interpretarse como los objetivos fundamentales de una buena ayuda: fomentar la apropiación de las políticas y estrategias de desarrollo por parte de los receptores (que las hagan suyas), maximizar la coordinación y armonización de los donantes, mejorar la transparencia de la ayuda y mutua rendición de cuentas entre  donantes y receptores, por nombrar solo unos pocos.
La Agenda de Acra declara que la transparencia y la rendición de cuentas son esenciales para conseguir resultados en el desarrollo, así como motores de progreso. Transparencia y mutua rendición de cuentas es uno de los 5 compromisos asociativos de la Declaración de París. A través de la 'transparencia', donantes y receptores pueden responsabilizarse de lo que gastan y la ayuda puede ser más eficaz si se saben las 3 grandes preguntas de transparencia (en inglés, las 3 W, porque estas palabras interrogativas comienzan con esa letra):
- ¿Quién da dinero a qué receptor?
- ¿Qué proyecto está siendo financiado y para qué propósito? y
- ¿Dónde?[52]

La transparencia da una respuesta valiosa a la inseguridad, haciendo la ayuda "previsible" y "fiable". Se ha demostrado que la transparencia mejora el suministro de los servicios y reduce las oportunidades para el desvío y, por tanto, la corrupción.
La transparencia puede definirse como una forma básica de la mutua rendición de cuentas. Esta rendición de cuentas solo puede funcionar si hay una cultura general de transparencia que pide información a través de un conjunto de reglas y normas de comportamiento, que son difíciles de aplicar en el caso de la cooperación oficial para el desarrollo. Especialmente para la ayuda privada al desarrollo y cuando los donantes son economías emergentes, estas normas se encuentran en una fase muy preliminar. Kharas sugiere adoptar el planteamiento de «control a través de información», que se ha desarrollado y ha probado su efectividad en el caso de la integración europea. De hecho, internacionalmente, cuando la aplicación de reglas obligatorias es difícil, la solución podría ser proporcionar información transparente, pertinente, precisa y fiable, que puede así usarse para recompensar o sancionar a agencias individuales de ayuda según sus actuaciones. Esto significa incorporar plenamente la rendición de cuentas al mundo de la ayuda al desarrollo, y utilizar sus resultados para premiar los éxitos y penalizar los fracasos.
Para conseguir esto, la literatura académica recomienda que los donantes acuerden un formato estandarizado para proporcionar información sobre volumen, asignación y resultados de la ayuda, como la Iniciativa Internacional de Transparencia en Ayuda (IATI por sus siglas en inglés), u otros estándares similares, y comprometerse a mejorar las bases de datos de los receptores con apoyo técnico, financiero e informativo. El formato tendría que ser fácilmente descargable y con suficiente desagregación para permitir la comparación con otros datos. Hacer los datos de ayuda públicos y comparables entre donantes impulsaría probablemente un proceso de emulación positiva hacia un uso mejor de los fondos públicos. Después de todo, la ayuda oficial al desarrollo (AOD) es una transferencia voluntaria que depende del apoyo de los contribuyentes del país donante. Los donantes, por tanto, deberían considerar la mejora de la transparencia y la trazabilidad como una forma de aumentar el compromiso con la ayuda y su apoyo público dentro de la propia nación. Además, una adopción generalizada de la IATI aseguraría la publicación regular de información sobre ayuda, la compatibilidad con los presupuestos de los países en desarrollo y la fiabilidad de proyecciones futuras, todo lo cual tendría un efecto muy positivo en la previsibilidad de la ayuda. Se pueden considerar diferentes mecanismos para valorar y controlar la transparencia, como revisión por terceros independiente, revisión por pares o revisiones mutuas.

### Confianza
Algunos investigadores han puesto de relieve la influencia que tiene en la eficacia de la ayuda la existencia de unas relaciones de confianza entre donante y receptor, las cuales facilitan la comunicación, fomentan la transparencia y estimulan el aprendizaje. La construcción de estas relaciones de confianza puede ser favorecida por lazos culturales entre el donante y el receptor, pero también puede conseguirse a través de un diseño adecuado de las instituciones encargadas de la política de cooperación.

### Coherencia de políticas
Un creciente número de estudios y literatura académica arguyen que la ayuda no es suficiente para sacar a los países de la pobreza. Afecte o no significativamente al crecimiento, la ayuda no opera en el vacío. Existen políticas de los donantes que pueden complementar u obstaculizar el desarrollo, como comercio, inversión o migración. El índice de compromiso con el desarrollo y el índice de coherencia de políticas para el desarrollo (ICPD) son algunos intentos de examinar las políticas de los donantes hacia los países en desarrollo e ir más allá de sencillamente comparar la ayuda dada. Estos índices no solo tienen en cuenta la cantidad de ayuda, sino también su calidad, penalizando a las naciones que dan grandes cantidades de ayuda ligada.

### Dependencia
La reputada economista zambiense Dambisa Moyo ha sido un adversaria feroz de la ayuda al desarrollo, y la llama «la peor decisión, con diferencia, de la moderna política de desarrollo». Su libro, la Ayuda muerta describe cómo la ayuda ha animado a las cleptocracias, la corrupción, la dependencia de esta ayuda y una serie de efectos económicos perversos y círculos viciosos para el desarrollo en África. Argumenta que la ayuda extranjera proporciona ingresos inesperados a gobiernos que pueden adoptar formas extremas de búsqueda de rentas y, a través de un choque positivo de ingresos, llevar al mal holandés. Además, este dinero fácil ofrece a los gobiernos una salida al contrato entre ellos y su electorado, el contrato que establece que deben proporcionar bienes públicos a cambio de recaudar impuestos. Brevemente «permite que el Estado abdique de sus responsabilidades hacia su población». Es importante subrayar que Moyo alude específicamente a la ayuda que va directamente a los gobiernos de países en desarrollo, no a las pequeñas agencias humanitarias ni a la ayuda de emergencia.
Moyo recomienda aumentar el comercio y la inversión extranjera directa. Destaca asimismo el creciente papel de China en África. Moyo también defiende las microfinanzas, al estilo de las popularizadas por el exitoso Banco Grameen, para despertar el emprendimiento sobre el terreno en el continente, actuando así de abajo a arriba en lugar del planteamiento opuesto que supone la ayuda.
Dambisa Moyo dedica un capítulo entero de su libro, Ayuda muerta a repensar el modelo de dependencia de la ayuda. Advierte de que «quitar la ayuda a los gobiernos no será fácil», pese a ser necesario. Destaca entre sus recomendaciones la «solución de capital», por la que los países africanos deben entrar en el mercado de bonos para reunir el capital que necesitan para su desarrollo. La interconexión que ha propiciado la mundialización volverá otras «acumulaciones de dinero hacia los mercados africanos, en forma de fondos mutualistas, de cobertura, de pensiones», etc.

### Instituciones

#### Política económica
Burnside y Dollar proporcionan evidencia empírica de que el efecto de la ayuda sobre el crecimiento de PIB es positivo y significativo en países en desarrollo con instituciones y políticas económicas «sólidas» (i.e. libre comercio, disciplina fiscal y monetaria); pero la ayuda tiene menos efecto, o ninguno en países con políticas e instituciones «deficientes». Como economistas del Banco Mundial, Burnside y Dollar abogan por una asignación selectiva de la ayuda. Argumentan que la ayuda debería ser sistemáticamente condicionada a las «buenas» políticas».
Las conclusiones de Burnside y Dollar han sido cuidadosamente examinadas desde su publicación. Easterly y otros volvieron a estimar —con un conjunto de datos actualizado y ampliado— los efectos, pero no consiguieron encontrar ninguna interacción significativa entre ayuda y política. Los nuevos datos aportados parecen sugerir que los resultados de Burnside y Dollar no son estadísticamente robustos.

#### Rendición de cuentas
La generación de ingresos es uno de las pilares esenciales para aumentar la capacidad del Estado. Métodos de impuestos eficaces permiten a un país proporcionar servicios y bienes públicos, desde impartir justicia hasta proporcionar educación. Los impuestos, a la vez, sirven como mecanismo para que el Gobierno rinda cuentas, construyendo la relación de los ciudadanos con el Estado porque, a cambio de los impuestos que se les cobran, los ciudadanos esperan servicios. En los países frágiles, que carecen de tales ingresos, aunque la ayuda exterior puede ser una alternativa aparentemente necesaria, tiene el potencial de socavar su desarrollo institucional. Los países donde un alto porcentaje de los ingresos del Estado viene de la ayuda son menos responsables ante sus ciudadanos, al evitar la relación ciudadano-Estado. Tienen así menos incentivos para desarrollar sus instituciones públicas. La capacidad limitada del Estado que resulta de las inferiores eficacia y presencia institucionales lleva a: «corrupción generalizada de funcionarios, , grandes vacíos entre la normativa empresarial y su cumplimiento, trabajadores que ni aparecen, médicos que no tratan a los enfermos o profesores que no enseñan.»
En ausencia de instituciones sanas o rendición de cuentas, Nathan Nunn y Nancy Qian establecen una vínculo significativo y causal entre la ayuda alimentaria estadounidense a países africanos y la incidencia de guerra civil. Su hipótesis consiste en que la ayuda alimentaria es fungible (puede ir a los que realmente pasan hambre, pero también desviarse a otros) y un choque positivo en los ingresos del Estado, aumentando así los retornos del Gobierno en ejercicio, y por tanto el potencial de guerra civil, pues los alimentos puede ser fácilmente vendidos y utilizarse el dinero para financiar el conflicto. Los autores midieron la incidencia de insurgencia y conflicto en África Oriental y Central, y su correlación con la ayuda alimentaria, hallando una relación positiva (a más ayuda, más conflicto) y estadísticamente significativa.
Muchos académicos han debatido sobre si la ayuda extranjera puede propiciar un cambio de régimen, ya sea democratizando autocracias o al revés, transformando estados democráticos en autocracias. Algunos de ellos argumentan que, cuando los donantes occidentales condicionan la ayuda a que los receptores hagan cambios democráticos, son estos cambios los que promueven el crecimiento económico, no la ayuda en sí. Jakob Svensson halló, en cambio, que la ayuda extranjera a los gobiernos solo puede ser una fuente eficaz de crecimiento económico cuando los receptores ya son democráticos.

## Repensar el modelo de ayuda del desarrollo
Junto a las críticas rampantes a la ayuda viene una oleada de propuestas alternativas. Muy frecuentemente se destacan las numerosas maneras en que los países pueden avanzar sin ayuda o con formas de procesarla drásticamente repensadas. En palabras del economista africano James Shikwati palabras, «el problema africano lo pueden solucionar mejor los africanos». «Si se parara la ayuda, las élites políticas serían las primeras víctimas», porque se secaría su fuente de dinero fácil. La necesidad de una solución a los problemas de África aumentaría bruscamente y los beneficios del emprendimiento y el comercio ocuparían el centro del debate, así como la necesidad de construir instituciones sólidas.
El reputado economista peruano, Hernando de Soto, en su libro, El misterio del capital también afirma enérgicamente que África ya tiene los recursos para salir de la pobreza, solo carece de las instituciones que permitan la creación de riqueza a partir de estos recursos. Las deficientes escrituras de propiedad y la falta de un catastro provoca que las personas no puedan pedir préstamos sobre sus bienes. Por ejemplo, si un labrador habita en el pedazo de tierra donde su familia ha vivido durante generaciones, para él, a todos los efectos, posee la tierra. Pero no tiene ningún título que delimite claramente su propiedad. Esto significa que no puede pedir un crédito poniendo su tierra como garantía. Este ejemplo simplista puede ayudar a explicar por qué la inversión (y por tanto, el crecimiento) está inhibida. Aunque el impulso emprendedor esté presente, no pasa lo mismo con las herramientas que permitirían plasmarlo. La respuesta, por tanto, parece sencilla: crear instituciones que proporcionen documentación transparente sobre bienes que permita convertirlos en liquidez con facilidad. Sin embargo en la práctica esto no resulta tan simple e implicaría revisiones importantes en el tejido burocrático del Estado. Cómo la ayuda puede ayudar a fomentar instituciones mejores deviene entonces la cuestión principal.
Paul Collier, en el libro de 2007 "Los mil millones más pobres" (The Bottom Billion), sugiere un modelo al que llama «autoridades independientes de servicios», organizaciones independientes del Gobierno, que cooptan a la sociedad civil para gestionar la ayuda y el dinero público, e incorporar el escrutinio de la opinión pública y las ONG para determinar cómo maximizar los beneficios derivados del gasto de este dinero.
William Easterly cuenta una historia en su libro de 2006 La carga del hombre blanco, (que toma el título del poema de Rudyard Kipling) en la que  dice que ayudar a los aproximadamente 3 millones de personas que cada año se infectan de malaria puede no ser tan sencillo como enviar mosquiteras a África. Muchas veces son desviadas al mercado negro y utilizadas para fines más empresariales, por ejemplo redes de pesca. Easterly, yendo más allá, informa de que,  si se toman las medidas necesarias para que las mosquiteras estén disponibles en el mercado a un precio asequible, su uso aumenta drásticamente. Defiende el uso enfoques a medida para ayudar de verdad a los pobres y rechaza planteamientos generales que pretenden ser panaceas.